# St. Franziskus (Bonn)

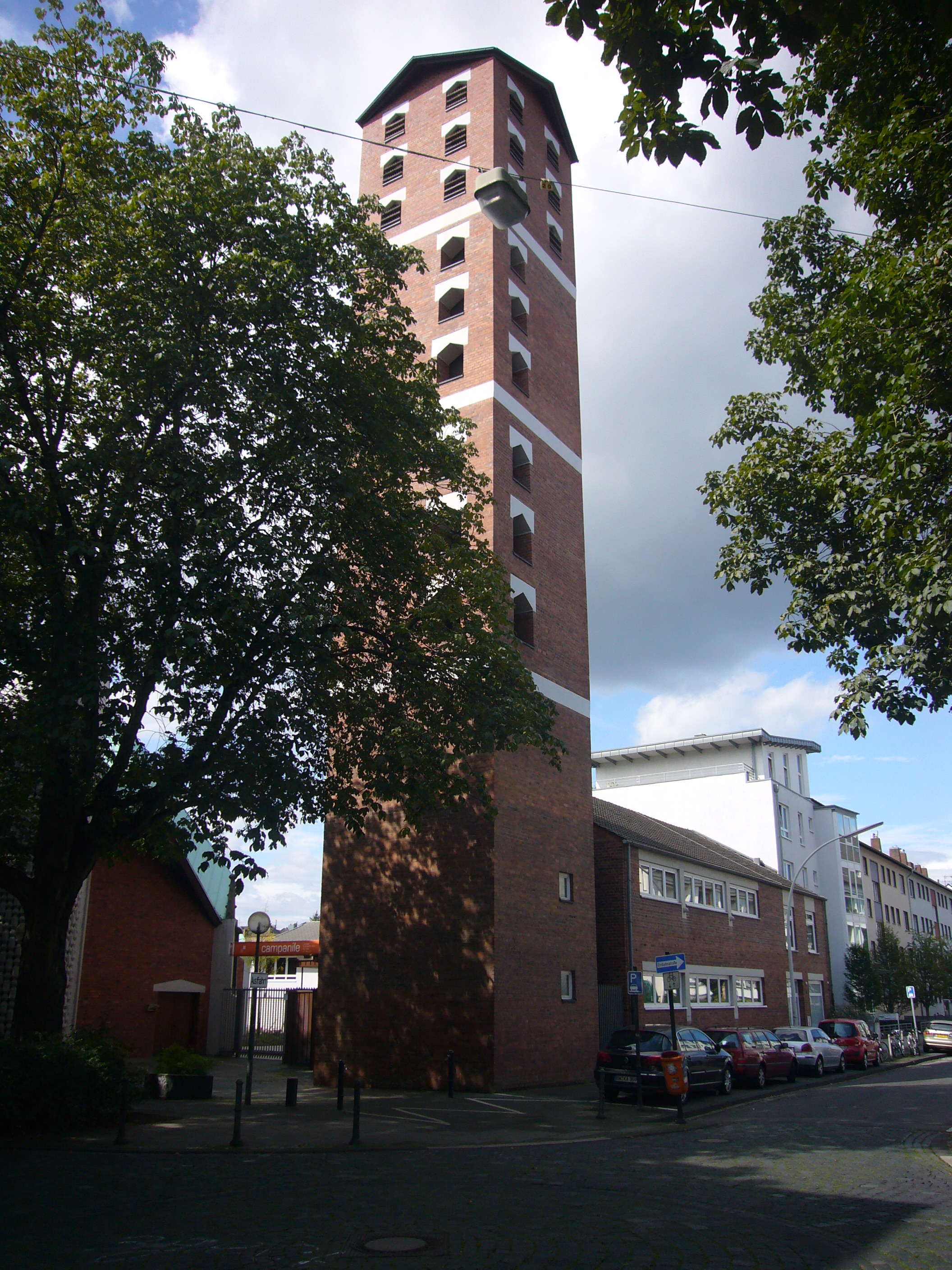
St. Franziskus in Bonn, Glockenturm

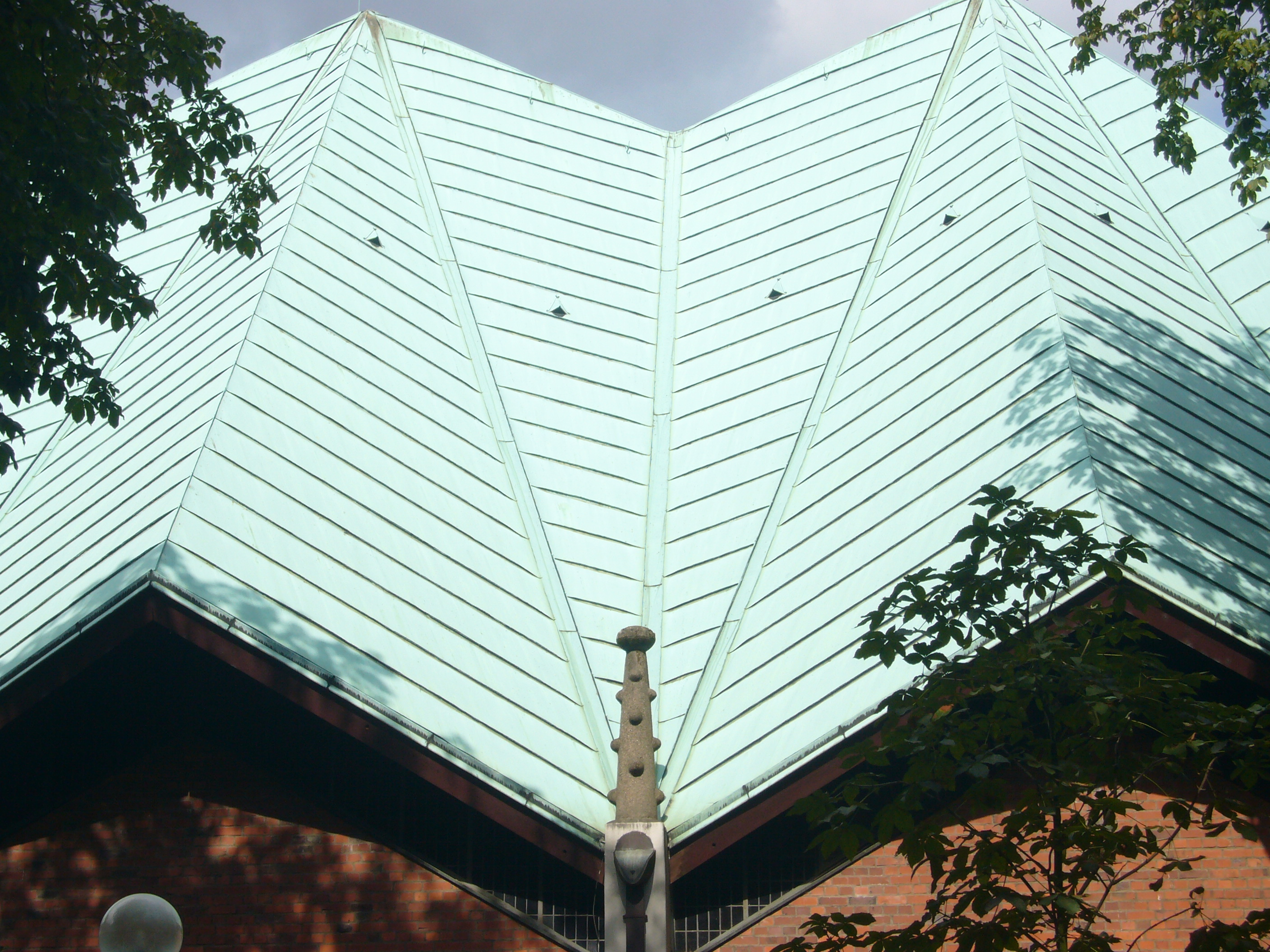
Dachkonstruktion

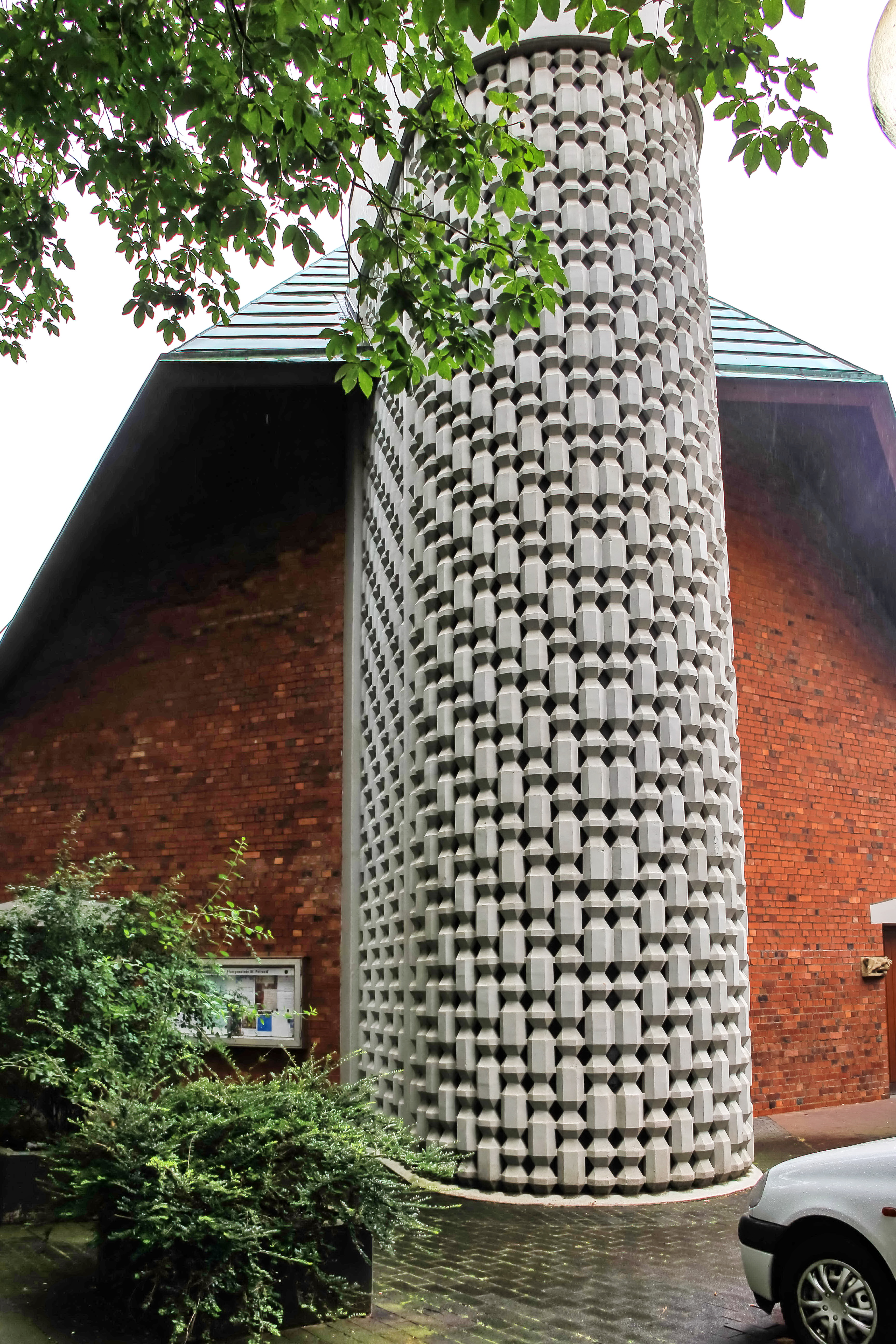
Taufkapelle

St. Franziskus ist eine römisch-katholische Filialkirche in der Bonner Nordstadt, die zur Pfarrei St. Petrus gehört und auch von der Stadtjugendseelsorge für das Jugendpastorale Zentrum Campanile genutzt wird. Sie liegt an der Ecke Adolfstraße/Georgstraße (Adresse Adolfstraße 77). Die Kirche steht als Baudenkmal unter Denkmalschutz (Nummer A 3152).

## Geschichte
Die Kirche entstand von 1960 bis 1962 als Pfarrkirche der 1952 gegründeten Gemeinde St. Franziskus nach einem Entwurf der Kölner Architekten Karl Band und Werner Fritzen. Die Fenster gestaltete der Kölner Glaskünstler Hans Lünenborg. Das bereits 1954 entstandene Pfarrhaus und seine Kapelle wurden in den Neubau einbezogen, letztere zur Sakristei umfunktioniert. 1964 folgte die Fertigstellung des freistehenden Glockenturms der Kirche (ohne Geläut), eines Kindergartens und eines Jugendheims. Der Grundriss der Kirche ist der eines langgestreckten Rechtecks. Das Gewölbe ähnelt der Form eines Zeltes. In das Kirchenschiff hinein erstreckt sich eine umfangreiche Empore. Die Taufkapelle liegt in einem turmartigen Anbau im Osten der Kirche, der sich zu einem Dreieck schließende Chorraum an der Westseite. Die letzte Renovierung der Kirche erfolgte im Jahr 2000.
Anfang der 1990er-Jahre verlor St. Franziskus ihren Status als Pfarrkirche. Die Gemeinde wurde aufgelöst und 2000 mit St. Marien vereinigt. Letztere wurde 2010 Bestandteil der neuen Pfarrgemeinde St. Petrus. Seit dieser Zeit beherbergte die nunmehrige Filialkirche und das ehemalige Pfarrheim bis 2023 die Stadtjugendseelsorge, die unter dem Namen Campanile firmierte. In der Kirche finden werktags Gottesdienste der Gemeinde und am Wochenende Jugendmessen statt. Die jugendpastoralen Angebote verantwortet seit 2020 Stadtjugendseelsorger Christian Jasper.
Im März 2018 wurde an der Außenwand von St. Franziskus ein etwa drei Meter hohes Sandsteinkreuz aufgestellt, das von der zwei Monate zuvor abgerissenen Immerather Pfarrkirche St. Lambertus („Immerather Dom“) stammt. Das Kreuz war auf Initiative Curt Delanders nach Bonn gelangt.

## Orgel
Die Orgel wurde 1965 durch die Firma Klais/Bonn erbaut. Die 17 Register verteilen sich auf zwei Manuale und Pedal. Eine Besonderheit des asymmetrisch gestalteten Orgelprospekts sind die horizontal in den Kirchenraum hineinragenden Pfeifen des Registers Fagott 16′. Die Orgel hat folgende Disposition:
| I Hauptwerk C–g3 |             |    |
| 1.               | Principal   | 8′ |
| 2.               | Holzgedackt | 8′ |
| 3.               | Octavflöte  | 4′ |
| 4.               | Gemshorn    | 2′ |
| 5.               | Mixtur IV   |    |
| 6.               | Trompete    | 8′ |

| II Schwellwerk C–g3 |                   |       |
| 7.                  | Rohrflöte         | 8′    |
| 8.                  | Blockflöte        | 4′    |
| 9.                  | Principal         | 2′    |
| 10.                 | Quinte            | 1 ⁄3′ |
| 11.                 | Scharff III       |       |
| 12.                 | Sesquialter I-III |       |
| 13.                 | Dulcianregal      | 16′   |
|                     | Tremulant         |       |

| Pedal C-f1 |            |     |
| 14.        | Subbass    | 16′ |
| 15.        | Offenbass  | 8′  |
| 16.        | Holzoctave | 4′  |
| 17.        | Fagott     | 16′ |

- Koppeln: II/I, I/P, II/P
- Spielhilfen: Vierfacher Setzer